# براد موس
براد موس (بالإنجليزية: Brad Moss)‏ هو لاعب الجسر ‏ أمريكي، ولد في 5 فبراير 1971.